# El plan infinito
El plan infinito es la quinta novela de la escritora chilena Isabel Allende. Escrita en 1991, narra la historia de Gregory Reeves, un blanco criado en el barrio latino de Los Ángeles.
Su narración oscila entre la tercera y la primera persona, que corresponde a la perspectiva del protagonista Gregory Reeves.

## Reseña
Tras ser un nómada en la compañía de su padre, su madre, su hermana y de una estrafalaria esposa, Greg Reeves cambia radicalmente de escenario al verse viviendo como extranjero en el barrio latino de Los Ángeles. Allí conoce el racismo, se hace amigo de Carmen Morales, y se ve envuelto en la trasformación de su dinámica familiar, la introducción en la guerra de Vietnam, y una transformación interna, constante y dependiente de los escenarios en los que vive.

## El protagonista
Gregory "Greg" Reeves, el protagonista de El plan infinito, es hijo de Charles y Nora Reeves. Pasa los primeros años de su vida viajando por el país mientras su padre trabajaba exponiendo "El plan infinito" en compañía de su hermana. 
Se establecen debido a la enfermedad de su padre en un ghetto, donde conoce a Carmen Morales. El periodo escolar es traumático, pues es discriminado por los latinos. 
Gracias a la influencia de un comunista amigo estudia en la Universidad de Berkeley, donde conoce a Timothy Duane, y a su futura esposa, Samantha Ernst. Con ella tiene a Margaret, su primera hija, quien más tarde cae en la drogadicción y en la prostitución. 
Las experiencias vividas durante la guerra de Vietnam lo cambian para siempre. Tras su separación, monta su propio bufete de abogados. Más adelante se casa con Shanon, con quien tiene a David. Al final del libro se ve llevado a realizar una profunda introspección.
En el libro “La suma de los días”, el cual la autora narra su vida hace alusión a su actual pareja “Willie” el cual parece ser la inspiración del personaje de Gregory Reeves: abogado, nacido en una familia en la cual el padre predicaba una religión excéntrica, con una hija drogadicta. Lo cual ayuda a entender el final del libro “El plan infinito”.